# Cabalgata de las valquirias
La Cabalgata de las valquirias (Walkürenritt o Ritt der Walküren) es el nombre popular por el cual se conoce a la pieza introductoria a la primera escena del tercer y último acto de La valquiria, la segunda ópera épica de la tetralogía El anillo del nibelungo, compuesta por Richard Wagner. El tema principal de la Cabalgata, el leitmotiv llamado Walkürenritt, fue escrito por el compositor el 23 de julio de 1851 y terminó el borrador preliminar de la Cabalgata en 1854, como parte de la composición de la ópera, cuya orquestación finalizó completamente para finales del primer cuatrimestre de 1856. Junto con el Coro nupcial de Lohengrin, La cabalgata de las valquirias es una de las piezas más conocidas de Wagner.
En el teatro de ópera, la Cabalgata, que dura ocho minutos, comienza en el preludio del acto, sumándose sucesivamente instrumentos al acompañamiento hasta que el telón se levanta y se ve el pico de una montaña donde se han reunido cuatro de las ocho valquirias hermanas de Brunilda para preparar el transporte de los héroes caídos al Valhalla. A medida que se unen las otras cuatro, la orquesta representa la melodía familiar, mientras que, sobre ella, las valquirias se saludan entre ellas y cantan su grito de guerra. Aparte de la canción de las Doncellas del Rin (Rhinemaidens) en El oro del Rin, es la única pieza de conjunto en las tres primeras óperas de Wagner del ciclo del Anillo. Fuera del teatro de ópera, es habitual escuchar únicamente la versión instrumental, que puede durar unos tres minutos.

## Historia

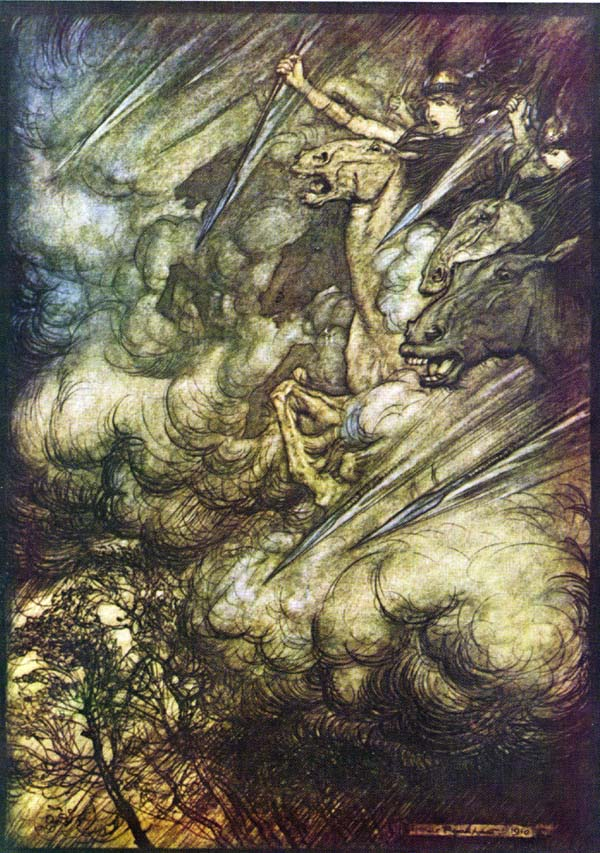
Ilustración de Arthur Rackham para la Cabalgata de las valquirias.

El 26 de junio de 1870 se estrenó la ópera completa, La valquiria en el Teatro Nacional de Múnich en contra de la intención del compositor. Hacia enero del año siguiente, Wagner recibió peticiones para representar la Cabalgata de forma separada, pero escribió que una representación así se podría considerar como «una absoluta indiscreción» y prohibió «tal cosa». Sin embargo, la pieza ya había sido impresa y vendida en Leipzig, y Wagner posteriormente escribió una queja a la editorial Schott. En la época de la primera representación de la tetralogía completa, Wagner continuó recibiendo peticiones para realizar representaciones por separado. Su segunda esposa, Cósima, destacó «Llegan cartas desagradables para R. – pidiendo la Cabalgata de las valquirias y no sé qué es». Una vez que fue representado el ciclo del Anillo en el Festival de Bayreuth en 1876, Wagner levantó el embargo sobre la pieza. El propio compositor la dirigió en Londres el 12 de mayo de 1877, repitiéndola como un bis.

## Representaciones y usos destacados
La Cabalgata de las valquirias está en el repertorio popular de concierto, especialmente cuando otras obras del compositor están programadas para esa actuación. Por ejemplo, en los Proms fue representada por Klaus Tennstedt y la Orquesta Filarmónica de Londres el 6 de agosto de 1992 y también por Valery Gergiev con la Orquesta de Kirov el 28 de agosto de 2001. Se han hecho muchas orquestas sobre esto así como también obras de teatro.
Se dice que la Cabalgata de las valquirias fue retransmitida por las radios de onda corta de un grupo de tanques antes de lanzar un ataque en la Segunda Guerra Mundial. El escenario se describe en el libro El soldado olvidado, escrito a finales de la década de 1940, que pretende ser una versión personal del autor, Guy Sajer, y su experiencia como soldado alemán de la División Großdeutschland. Describe que estaba cerca de los tanques en la batalla de Memel (ahora Klaipėda) donde fue recogido junto a una desorganizada tropa para intentar romper la posición de asedio y cuenta en su libro que fue «un acompañamiento apropiado para el sacrificio supremo».
Se usó la Cabalgata de las valquirias para acompañar varias ediciones de Die Deutsche Wochenschau, el noticiario de guerra alemán. Las películas en cuestión eran narradas de forma típica por Harry Giese y representaban escenas de los bombardeos de la Luftwaffe.

## En la cultura popular
La pieza es usada con frecuencia en películas y programas de televisión, como por ejemplo:
- El nacimiento de una nación (1915) de D. W. Griffith, recopilada por Joseph Carl Breil y Griffith,[8] usó la música en la escena cumbre del tercer acto, cuando «Los antiguos enemigos del norte y el sur se unieron en defensa de su derecho de nacimiento ario» frente a los antiguos esclavos negros liberados después del fin de la guerra civil estadounidense. El grupo blanco asediado es rescatado por el Ku Klux Klan con el sonido de la música.

- El corto de animación de Chuck Jones What's Opera, Doc? (1957).[9]

- El episodio Mother Simpson (1995) de la temporada 7 de Los Simpsons.

- Punch-Out!! (NES) y Punch-Out!! (Wii) (1987 y 2009) es el tema de introducción de Von Kaiser.

- Apocalypse Now (1979), de Francis Ford Coppola, donde acompaña la «cabalgata» de unos helicópteros estadounidenses atacando una aldea vietnamita.[10]

- El videojuego Far Cry 3, cuando uno de los villanos menciona que le gusta la música clásica y enciende una gramola con la pieza. Se puede oír más tarde, cuando el jugador escapa en un helicóptero huyendo de las tropas enemigas.

- El luchador de la WWE Daniel Bryan usó esa canción para su entrada, actualmente usa una versión más moderna de la canción, con guitarra eléctrica y batería.

- En el episodio Los bloques musicales de la serie de animada, Pocoyó, se escucha un arreglo de la canción desde el minuto 3:28 cuando Pato queda atascado con los bloques musicales y Pocoyó tiene que rescatarlo.

- En el episodio 7 del anime Gate, el Cuarto Escuadrón de Reconocimiento de las Fuerzas de Autodefensa de Japón tienen un CD de esta melodía y la usan para poder enfrentarse contra los bandidos que tratan de asediar Itálica, la ciudad de la Región Especial.

- En la película animada Rango se puede oír en la escena cuando Rango con sus amigos huyen con un envase de agua de los topos y empiezan la persecución por los aires montados en murciélagos.

- En el libro Triple Moon (traducido al español como Tres Lunas) de Melissa de la Cruz, cuando la hija de Troy Overbrook (Thor), Molly (Módi), entra por primera vez en North Hampton, escucha esta pieza de fondo a medida que va cruzando el hechizo de ocultación.

- Norbit (2007), cuando Rasputia se tira desde el tobogán del parque acuático.

- Crazy Rich Asians (2018), cuando van a la despedida de soltero de Colin.

- Bajo el mismo techo (2019), cuando la pareja se está haciendo la guerra.

- 8½ (1963) de Federico Fellini, al inicio cuando a Guido le está atendiendo el doctor y cuando entra al baño (habitación blanca).

- ’’Fear and Loathing in Las Vegas’’ (1998). ‘’Pánico y locura en Las Vegas’’ en español. Director ‘’Terry Gilliam’’.